# STV集团
STV集團公眾有限公司（英語：STV Group plc），曾用名“蘇格蘭電視公眾有限公司（Scottish Television plc）”、“蘇格蘭媒體集團公眾有限公司（Scottish Media Group plc）”和“SMG公眾有限公司（SMG plc）”，是總部位於蘇格蘭格拉斯哥的一家媒體公司。公司前身於1957年成立，曾是一家電視廣播公司；後來事業版圖拓展到報紙、廣告和廣播行業；2010年完成重組後，STV集團主要活躍於廣播電視、視頻點播及節目製作領域。STV集團目前於倫敦證券交易所上市並是富時小型公司指數成分股。

## 公司歷史
STV集團公眾有限公司的前身蘇格蘭電視公眾有限公司所運營的電視台蘇格蘭電視台於1957年8月31日正式開播。1996年，蘇格蘭電視公眾有限公司收購了格拉斯哥本土報紙《先驅報》和《晚時報》的所有者喀里多尼亞出版公司（Caledonian Publishing）；公司隨後更名為“蘇格蘭媒體集團公眾有限公司”，但兩份報紙很快就被出售。1997年6月，蘇格蘭媒體集團公眾有限公司收購了獨立電視蘇格蘭北部地區專營權所有公司格蘭扁電視；8月，蘇格蘭媒體集團又收購了獨立電視北愛爾蘭專營權所有公司阿爾斯特電視的15%股份。1998年9月，國際錄像精選視頻出版商翠鳥（Kingfisher）向蘇格蘭媒體集團出售其31%的股份。1999年，集團推出了一份星期天大報《星期天先驅報》。2000年，公司再度更名為“SMG公眾有限公司”。隨後通過收購戶外廣告公司、珀兒迪恩以及擁有金傑電視和原英國維珍電台的金傑媒體集團（Ginger Media Group）後，其事業版圖進步一拓展。

## 廣播事業

### STV
STV集團公眾有限公司兩個持有獨立電視區域專營權牌照的電視頻道：覆蓋蘇格蘭中部地區的蘇格蘭電視台和覆蓋蘇格蘭北部地區的格蘭扁電視。
2006年3月2日，蘇格蘭電視宣佈將恢復使用曾經的頻道品牌。該頻道品牌名從1969年開始推出彩色電視廣播時一直沿用到1985年8月30日；但此後在蘇格蘭部分地區依舊非正式稱呼該電視頻道為。蘇格蘭電視後來被稱為“中部”；與此同時，格蘭扁電視也改名為“北部”。STV集團的一個主要身份就是為上述兩個獨立電視頻道提供服務。
頻道更名工作於2006年5月30日進行。

#### 其他頻道
STV集團公眾有限公司還在SMG公眾有限公司時期就已經在蘇格蘭電視和格蘭扁電視的專營區域內運營自己的數字電視頻道——S2。S2自1999年4月30日在無線數字電視平台上開播，並在兩年後的2001年7月27日被ITV2所取代；這次頻道更替被認為是STV集團與ITV數字交易的一部分。

## 外部連接
- 官方网站